# علي الشمري (طبيب)
الدكتور علي حسن الشمري هو طبيب عراقي، ولد في محافظة النجف.
أتم دراسة المدرسة في اعدادية النجف عام 1980-1981 بمعدل 89.5، وهو خريج كلية طب الكوفة في الدورة الرابعة 1986-1987، ولكونه من العشرة الأوائل فقد انتدب إلى وزارة التعليم العالي والبحث العلمي عام 1988.
أصبح مدرسا في كلية طب الكوفة عام 1996 بعد حصوله على شهادة الاختصاص في الطب الباطني.
شغل منصب وزير الصحة في العراق للفترة 22 أيار 2006 إلى 16 نيسان 2007، حيث اختير وزيرا للصحة في حكومة المالكي الأولى، لكنه غادر العراق وحصل على حق اللجوء إلى الولايات المتحدة بعد اعتقال وكيل الوزارة حاكم الزاملي وحميد الشمري بتهم القتل والخط في الوزارة. لكنه أنكر أنه طلب اللجوء وإنما توجه للولايات المتحدة لغرض مواصلة الدراسة والحصول على اختصاص في الطب.
علما أنه كان عضوا في التيار الصدري.
يعمل حاليا عضوا في مجلس محافظة النجف، ورئيسا للجنة الصحة في المجلس.